# Sven Hedin

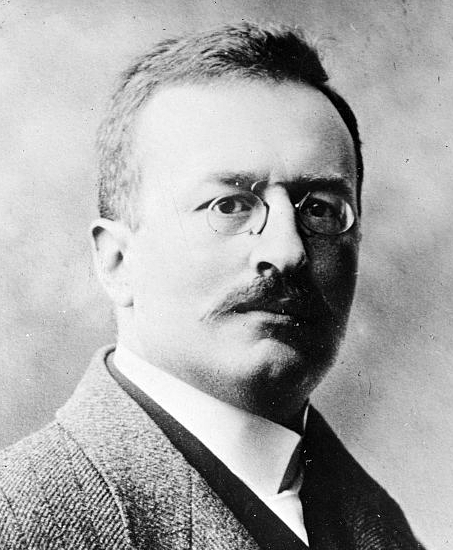
Sven Hedin

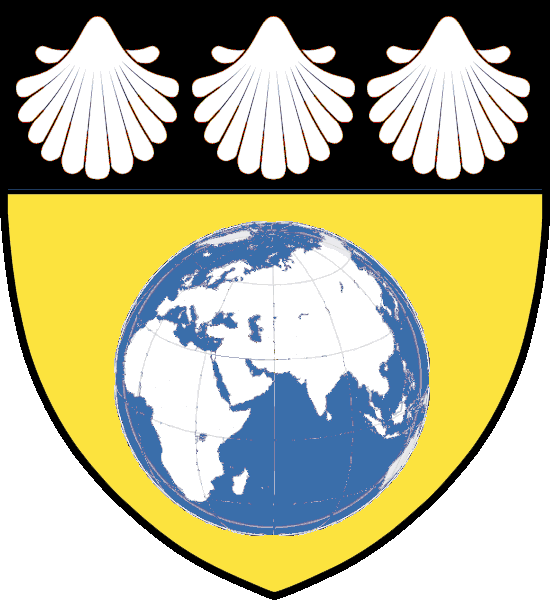
Wappen Sven Hedins

Sven Anders Hedin, KCIE (* 19. Februar 1865 in Stockholm; † 26. November 1952 ebenda) war ein schwedischer Geograph, Topograph, Entdeckungsreisender, Fotograf, Reiseschriftsteller und ein Illustrator eigener Werke. In vier Expeditionen nach Zentralasien erforschte er den Transhimalaya (nach ihm auch Hedingebirge genannt), die Quellen der Flüsse Brahmaputra, Indus und Sutlej, den See Lop Nor sowie Überreste von Städten, Grabanlagen und der Chinesischen Mauer in den Wüsten des Tarimbeckens. Posthum veröffentlicht wurde sein Atlas Zentralasiens.

## Überblick über Leben, Werk und Wirkung

### Studium und erste Reisen
Sven Hedin war der Sohn des Stockholmer Stadtarchitekten Abraham Ludvig Hedin (1826–1917) und dessen Ehefrau Anna Berlin.
Er studierte bei dem deutschen Geographen und Chinaforscher Ferdinand Freiherr von Richthofen. Nach der Promotion, dem Erlernen zahlreicher Sprachen und Dialekte sowie nach zwei Reisen durch Persien befolgte er nicht den Rat von Richthofens, sein Geographiestudium fortzusetzen und sich mit den Methoden der geographischen Forschung vertraut zu machen; deshalb musste er später die Auswertung seiner Expeditionsergebnisse anderen Wissenschaftlern überlassen.

### Erste drei Expeditionen
In drei Expeditionen zwischen 1894 und 1908 durch die Gebirge und die Wüstengebiete von Zentralasien kartierte und erkundete er die Gebiete von Chinesisch-Turkestan (jetzt Xinjiang) und Tibet. Bereits 1902 war er in den Adelsstand erhoben worden, als bis heute letzter Schwede, der nicht Mitglied des Königshauses war. Als Mitglied zweier wissenschaftlicher Akademien hatte Hedin Stimmrecht bei der Wahl von Nobelpreisträgern. Im Jahr 1909 wurde er zum Mitglied der Leopoldina gewählt, deren Cothenius-Medaille er 1925 erhielt.

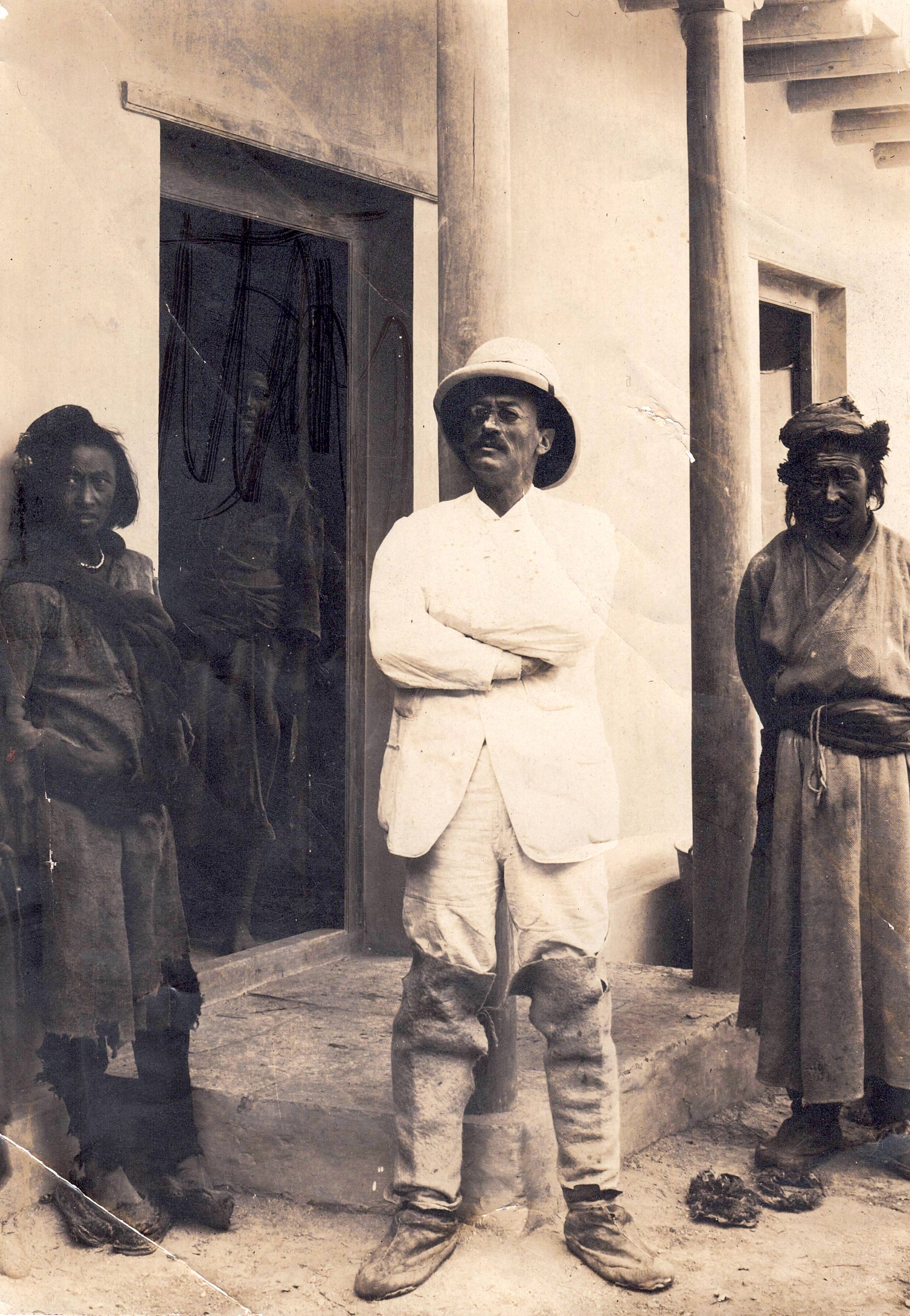
Sven Hedin 1908 nach der Reise durch den Himalaya
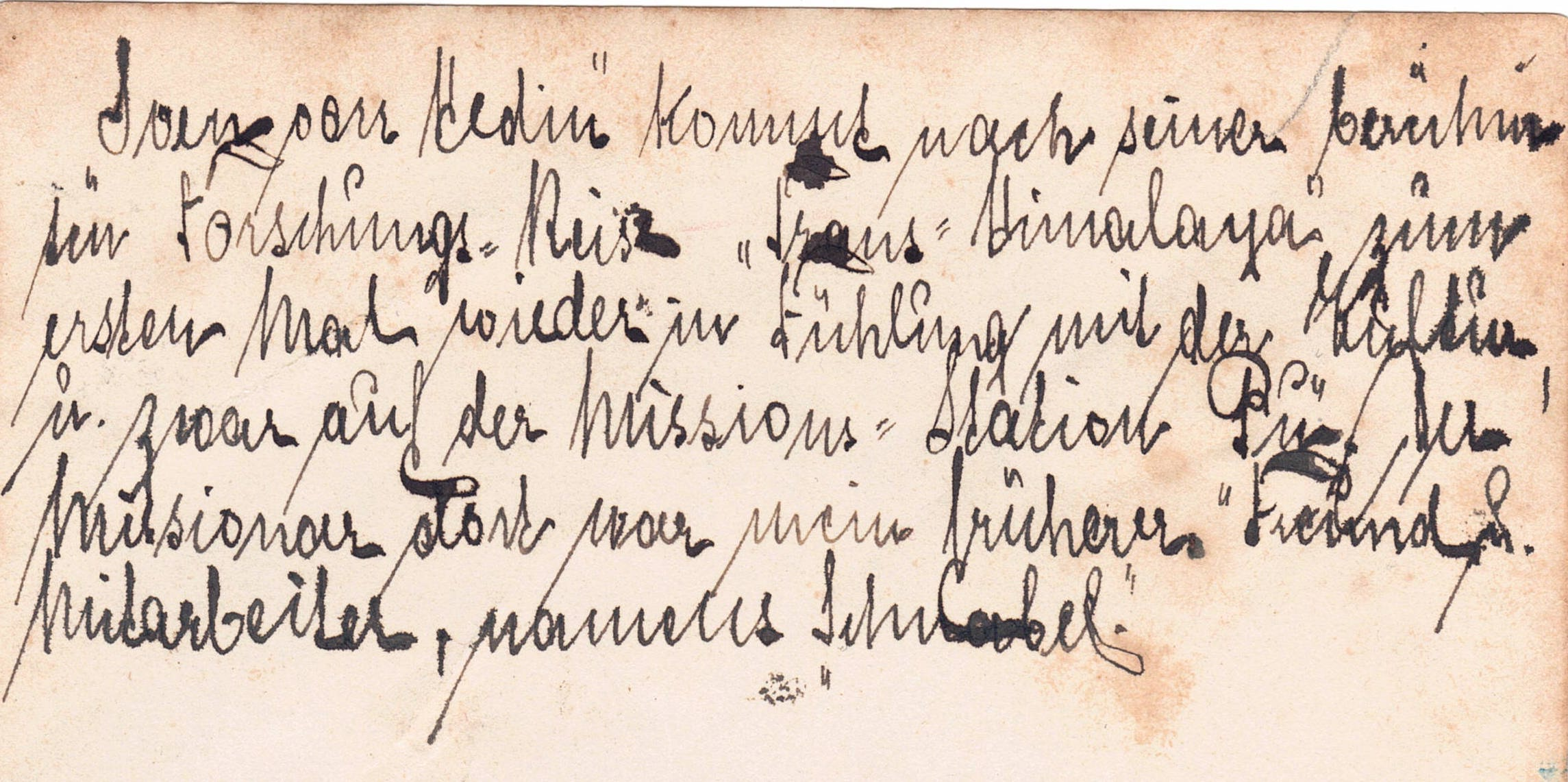
Text auf der Rückseite der Aufnahme: „Sven von Hedin“ kommt nach seiner berühmten Forschungs=Reise ‚Trans=Himalaya‘ zum ersten Mal wieder in Fühlung mit der Kultur, u. zwar auf der Missions=Station ‚Pu‘ [Poo, Himachal Pradesh]. Ein Missionar dort war mein früherer Freund u. Mitarbeiter, namens Schnabel.

Mit seinen Expeditionsaufzeichnungen legte er die Grundlagen für eine genaue Karte Zentralasiens. Durch wissenschaftliche Dokumentationen und populäre Reisebücher mit eigenen Fotografien, Aquarellen und Zeichnungen, durch Abenteuerberichte für junge Leser und Vortragsreisen im Ausland wurde er weltweit bekannt.
Zu den Empfängen, die Hedin erlebte, zählen:
- 1890 bei König Oskar II.
- 1890 bei Schah Naser od-Din
- 1896 bei Zar Nikolaus II.
- ab 1898 häufig bei Kaiser Franz Joseph I. von Österreich-Ungarn
- 1902 beim Vizekönig von Indien Lord Curzon
- 1903, 1914, 1917, 1926, 1936 bei Kaiser Wilhelm II.
- 1906 beim Vizekönig von Indien Elliot-Murray-Kynynmound
- 1907, 1926, 1933 beim 9. Panchen Lama Thubten Chökyi Nyima (= Taschi Lama)
- 1908 bei Kaiser Mutsuhito
- 1910 bei Papst Pius X.
- 1910 bei Theodore Roosevelt
- 1915 und später bei Hindenburg
- 1929 und 1935 bei Chiang Kai-shek
- 1935, 1939, 1940 (2 ×) bei Adolf Hitler

### Politische Einstellung
In seiner Eigenschaft als Mitglied der Schwedischen Akademie der Kriegswissenschaften befürwortete Hedin den Bau des Kriegsschiffes Sverige. Er beeinflusste die Borggårdskrise auf Seiten der Konservativen. Im Ersten Weltkrieg stellte er sich in seinen Veröffentlichungen ausdrücklich auf die Seite der deutschen Monarchie und ihrer Kriegsführung. Durch dieses politische Engagement verlor er bei den Kriegsgegnern Deutschlands sein wissenschaftliches Renommee, die Mitgliedschaft in deren geographischen Gesellschaften und gelehrten Vereinigungen sowie jede Unterstützung bei seinen geplanten Expeditionen.

### Chinesisch-Schwedische Expedition
Mit finanzieller Unterstützung der Regierungen von Schweden und Deutschland führte er 1927 bis 1935 die internationale und interdisziplinäre Chinesisch-Schwedische Expedition durch, bei der sich 37 Wissenschaftler aus sechs Ländern an der wissenschaftlichen Erforschung der Mongolei und Chinesisch-Turkestans beteiligten. Trotz der chinesischen Gegendemonstrationen gelang es Hedin nach monatelangen Verhandlungen in China, die Expedition durch chinesische Forschungsaufträge und durch die Teilnahme chinesischer Wissenschaftler auch zu einer chinesischen Expedition zu machen und einen Vertrag auszuhandeln, der dieser Expedition, die im Kriegsgebiet mit ihrer Bewaffnung und 300 Kamelen wie eine Invasionsarmee aussah, Reisefreiheit gewährte; die Finanzierung blieb die private Aufgabe von Hedin.
Hedin begab sich 1927 mit 60 Mann Begleitung, 300 Kamelen und 40 Tonnen Gepäck auf seine letzte Forschungsreise. Im Auftrag der deutschen Regierung, getarnt als Finanzierung durch die Luft Hansa, sollte er prüfen, ob eine Flugverbindung zwischen Deutschland und China über die großen Wüstenflächen möglich sei. Während der laufenden Expedition hatte es Hedin wegen seiner angegriffenen Gesundheit, wegen des Bürgerkrieges in Chinesisch-Turkestan und wegen langdauernder Kriegsgefangenschaft sehr schwer, nach der Geldentwertung in der Weltwirtschaftskrise notwendige finanzielle Mittel für die Expedition zu beschaffen, die Logistik für die Versorgung der Expedition im Kriegsgebiet sicherzustellen und den Zugang der Expeditionsteilnehmer zu den zwischen Warlords umkämpften Forschungsgebieten zu erreichen. Die Durchquerung der riesigen Wüste Gobi und der „Todeswüste“ Taklamakan verlangten Mensch und Tier alles ab. Nach acht Jahren blieb Hedin am Ende „Sieger über die Wüste“ und erfüllte sich einen Lebenstraum – er löste das Rätsel um den wandernden See Lop Nor.

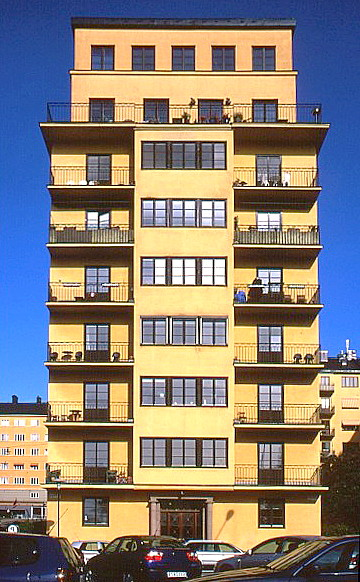
In diesem Haus in Stockholm, Norr Mälarstrand 66, bewohnte Sven Hedin ab 1935 mit seinen Angehörigen die oberen drei Stockwerke

### Auswertung der Chinesisch-Schwedischen Expedition
Nach seiner Rückkehr wohnte Hedin in Stockholm zusammen mit seinen Geschwistern in einer modernen Hochhausanlage. Dort lebte er bis zu seinem Tod.
Die nach Schweden gesandten archäologischen Fundstücke wurden drei Jahre lang wissenschaftlich ausgewertet und danach entsprechend dem Vertrag an China zurückgegeben. Das während der Expedition zusammengetragene wissenschaftliche Material wurde von Hedin und den anderen Expeditionsteilnehmern ab 1937 für die weltweite Ostasienforschung in mehr als 50 Bänden veröffentlicht. Als ihm schließlich das Geld für die Druckkosten ausging, verpfändete er seine große, wertvolle Bibliothek, die mehrere Räume füllte, um die Herausgabe weiterer Bände zu ermöglichen.
1935 stellte er sein exklusives Wissen über Zentralasien nicht nur der schwedischen Regierung, sondern auch den Regierungen in China und Deutschland in Vorträgen und Vier-Augen-Gesprächen mit den politischen Repräsentanten Chiang Kai-shek und Adolf Hitler zur Verfügung. Hedins Nähe zum Nationalsozialismus zerstörte sein Ansehen und führte ihn in eine gesellschaftliche und wissenschaftliche Isolation.
Bei Kriegsende beschlagnahmten Truppen der US Army im deutschen Verlag Justus Perthes in Gotha die Unterlagen für Hedins geplanten Central Asia atlas. Der US Army Map Service bat Hedin anschließend um Mitarbeit und finanzierte den Druck und die Veröffentlichung. 
Wenige Wochen vor seinem Tod vermachte Hedin die Rechte an seinen Büchern und seinen Nachlass der Königlichen Schwedischen Akademie der Wissenschaften.
Während die Sven-Hedin-Forschung in Deutschland und Schweden wegen Hedins Verhaltens in der Zeit des Nationalsozialismus jahrzehntelang stagnierte, wurden die wissenschaftlichen Dokumentationen seiner Expeditionen von der Chinesischen Akademie der Sozialwissenschaften (Chinese Academy of Social Sciences) in die chinesische Sprache übersetzt und dann in der chinesischen Forschung aufgearbeitet und erschlossen. Gemäß den Empfehlungen, die Hedin der chinesischen Regierung 1935 gegeben hatte, wurden auf den von ihm ausgewählten Wegstrecken Straßen und Eisenbahnlinien gebaut, Staudämme und Kanäle zur Bewässerung der neuen Farmen im Tarim- und Yanji-Becken angelegt sowie die von der Chinesisch-Schwedischen Expedition gefundenen Lagerstätten von Erzen, Eisen, Mangan, Öl, Kohle und Gold für die Förderung erschlossen.
Zu den Entdeckungen der Chinesisch-Schwedischen Expedition gehörten auch viele bis dahin unbekannte asiatische Pflanzen und Tiere sowie Fossilien von Dinosauriern und ausgestorbenen Horntieren. Sie alle wurden nach Hedin benannt; ihre Namen wurden mit dem Zusatz hedini versehen. Den Chinesen blieb bei ihren Forschungen bis zur Jahrtausendwende verborgen, dass Hedin in den Jahren 1933 und 1934 in der Wüste Lop Nor Ruinen von Signaltürmen entdeckte, die belegen, dass die Chinesische Mauer einst bis nach Xinjiang gereicht hatte.

## Leben

### Prägendes Kindheitserlebnis

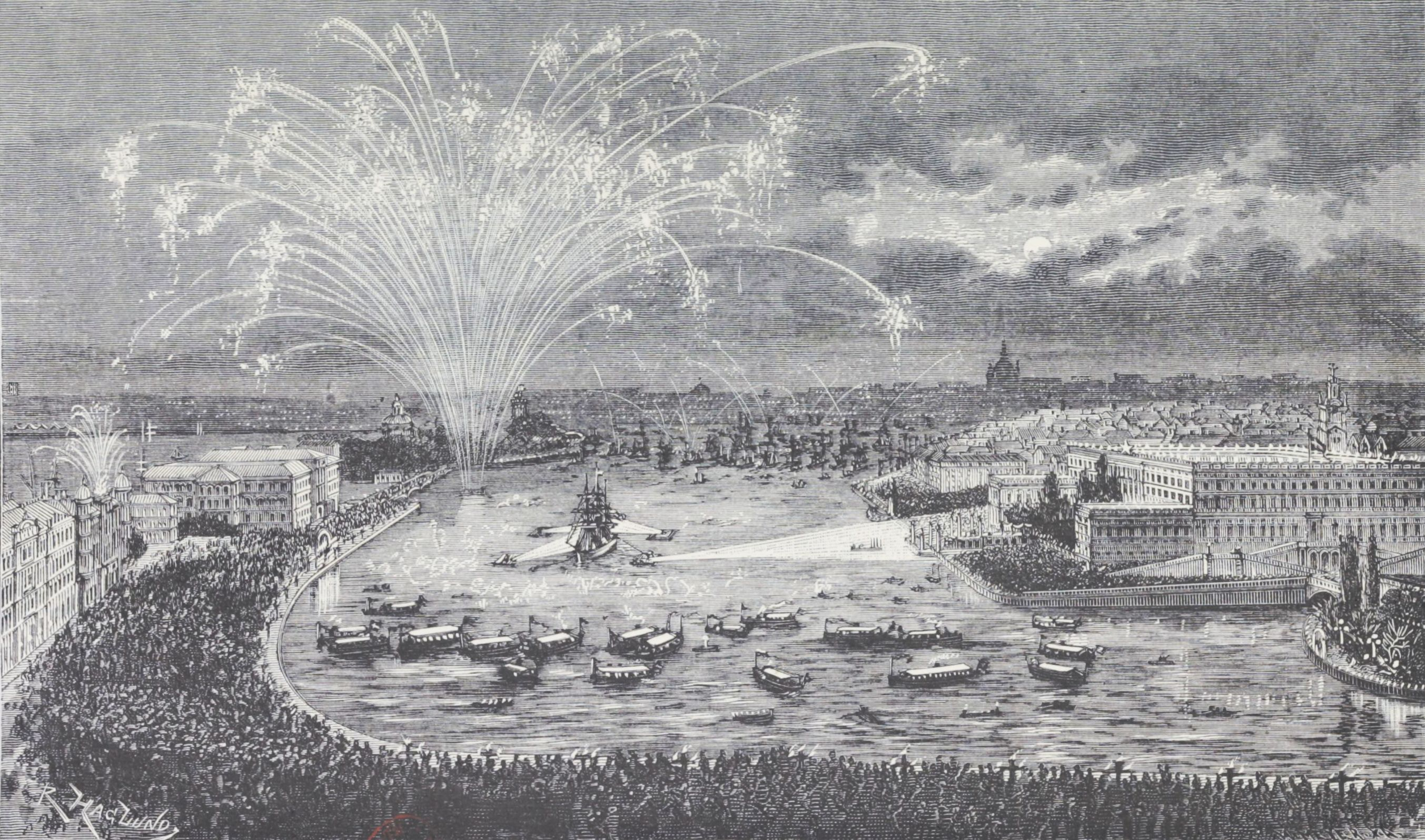
Stockholm am 24. April 1880

Mit 15 Jahren erlebte Hedin die triumphale Rückkehr des schwedischen Polarforschers Adolf Erik Nordenskiöld nach der erstmaligen Befahrung der Nordostpassage. Er beschreibt das in seinem Buch Mein Leben als Entdecker folgendermaßen:

„Am 24. April 1880 lief die Vega in Stockholms Ström ein. Die ganze Stadt war illuminiert. Die Häuser rings um den Hafen flammten im Schein unzähliger Lampen und Fackeln. Auf dem Schloss leuchtete in Gasflammen das Sternbild der Vega. Mitten in diesem Lichtermeer glitt das berühmte Schiff in den Hafen. Mit meinen Eltern und Geschwistern stand ich auf den Bergen von Södermalm, von wo wir eine beherrschende Aussicht hatten. Größte Spannung hatte mich erfasst. Mein ganzes Leben lang werde ich an diesen Tag zurückdenken, er wurde entscheidend für meinen künftigen Weg. Von Kais, Straßen, Fenstern und Dächern dröhnte donnernder Jubel. ‚So will ich einst heimkommen‘, dachte ich.“

### Erste Reise nach Persien

Sven Hedin (um 1900)

Im Mai 1885 machte Hedin sein Abitur an der Beskowschen Schule (Beskowska skolan) in Stockholm. Danach nahm er das Angebot an, den Schüler Erhard Sandgren als Hauslehrer nach Baku zu begleiten, wo dessen Vater als Ingenieur auf dem Erdölfeld von Robert Nobel arbeitete. Anschließend nahm er im Sommer 1885 einen Monat lang an einem Kurs in Topographie für Generalstabsoffiziere und einige Wochen lang am Unterricht im Porträtzeichnen teil, was seine einzige Ausbildung in Topographie und Zeichnen blieb.
Am 15. August 1885 reiste er mit Erhard Sandgren nach Baku. Er unterrichtete ihn dort sieben Monate lang und begann in dieser Zeit, Latein, Französisch, Deutsch, Persisch, Russisch, Englisch und Tatarisch zu lernen. In späterer Zeit erlernte er einige persische Dialekte sowie Türkisch, Kirgisisch, Mongolisch, Tibetisch und etwas Chinesisch.
Am 6. April 1886 verließ Hedin Baku und fuhr mit dem Raddampfer über das Kaspische Meer und ritt durch das Elburs-Gebirge nach Teheran, Isfahan, Schiras und zur Hafenstadt Buschehr. Von dort fuhr er mit dem Schiff den Tigris aufwärts bis Bagdad, kehrte über Kermānschāh nach Teheran zurück und reiste durch den Kaukasus über das Schwarze Meer nach Konstantinopel und von dort aus heim nach Schweden, wo er am 18. September 1886 eintraf. Über diese Reise veröffentlichte er 1887 das Buch Durch Persien, Mesopotamien und Kaukasien.

### Studium
Hedin studierte bei dem Geologen Waldemar Christofer Brøgger in Stockholm und in Uppsala von 1886 bis 1888 Geologie, Mineralogie, Zoologie und Latein. Im Dezember 1888 wurde er Kandidat der Philosophie. Vom Oktober 1889 bis zum März 1890 studierte er in Berlin bei Ferdinand Freiherr von Richthofen.

### Zweite Reise nach Persien
Am 12. April 1890 begleitete er als Dolmetscher und Vizekonsul eine schwedische Gesandtschaft nach Persien, die dem Schah von Persien die Insignien des Seraphinenordens überreichen sollte. In Teheran nahm er 1890 zusammen mit der schwedischen Gesandtschaft an der Audienz des Schahs Naser od-Din teil. Er unterhielt sich mit ihm und begleitete ihn in das Elburs-Gebirge. Am 11. Juli bestieg er mit drei Begleitern den Damavand (5604 m) und sammelte dort Primärmaterial für seine Dissertation. Ab September reiste er auf der Seidenstraße über Maschhad, Aschgabat, Buchara, Samarkand, Taschkent und Kaschgar an den Westrand der Wüste Taklamakan. Auf der Heimfahrt besuchte er das Grab des russischen Asienforschers Nikolai Michailowitsch Prschewalski (= Przewalski) in Karakol am Ufer des Sees Yssykköl. Am 29. März 1891 kehrte er nach Stockholm zurück. Über diese Reise veröffentlichte Hedin die Bücher König Oscars Gesandtschaft zum Schah von Persien im Jahre 1890 und Durch Chorasan und Turkestan.

### Promotion und Berufsentscheidung

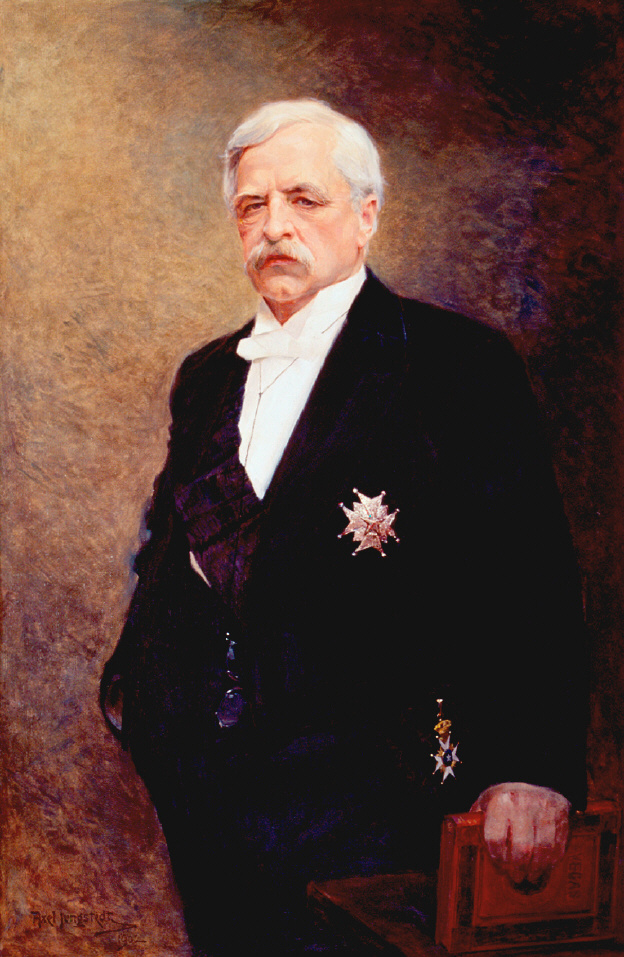
Sven Hedins Vorbild Adolf Erik Nordenskiöld

Am 27. April 1892 fuhr Hedin nach Berlin, um sein Studium bei von Richthofen fortzusetzen.
Anfang Juli reiste er weiter nach Halle, hörte Vorlesungen bei Alfred Kirchhoff und promovierte bei ihm im selben Monat zum Doktor der Philosophie mit der 28-seitigen Dissertation Der Demawend nach eigener Beobachtung. Diese Dissertation ist eine Kurzfassung eines Abschnittes aus seinem Buch König Oscars Gesandtschaft zum Schah von Persien im Jahre 1890. Eric Wennerholm schreibt dazu: „Ich kann zu keinem anderen Ergebnis kommen, (als) dass Sven den Dr. phil. mit 27 Jahren nach einem zusammengerechnet nur achtmonatigen Studium und dem eineinhalbtägigen Sammeln von Primärmaterial auf dem schneebedeckten Gipfel des Demavend bekam.“
Ferdinand Freiherr von Richthofen hatte Hedin nahegelegt, nicht nur ein flüchtiges Studium zu absolvieren, sondern sich gründlich mit allen Zweigen der geographischen Wissenschaft und den Methoden der Forschungsarbeit vertraut zu machen, damit er später als Forschungsreisender arbeiten könne. Hedin verzichtete darauf und erklärte das im Alter so: „Ich war dieser Forderung nicht gewachsen. Ich war zu früh auf die wilden Wege Asiens hinausgekommen, ich hatte zu viel von der Pracht und Herrlichkeit des Orients, von der Stille der Wüsten und der Einsamkeit der langen Wege verspürt. Ich konnte mich mit dem Gedanken nicht befreunden, wieder für längere Zeit auf der Schulbank zu sitzen.“
Damit hatte sich Hedin entschlossen, Entdeckungsreisender zu werden. Ihn reizte es, die letzten weißen Flecken auf der Landkarte Asiens aufzusuchen und diese in Europa unbekannten Gebiete zu kartieren. Als Entdeckungsreisender wurde Hedin wichtig für die asiatischen und die europäischen Großmächte, die ihn hofierten und zu zahlreichen Vorträgen einluden, um von ihm topografische, wirtschaftliche und strategische Informationen über Innerasien zu bekommen, das sie zu ihrem Einflussbereich zählten. Als die Zeit der Entdeckungsreisenden um 1920 vorüber war, begnügte sich Hedin damit, für ausgebildete Forschungsreisende die Chinesisch-Schwedische Expedition zu organisieren.

### Erste Expedition

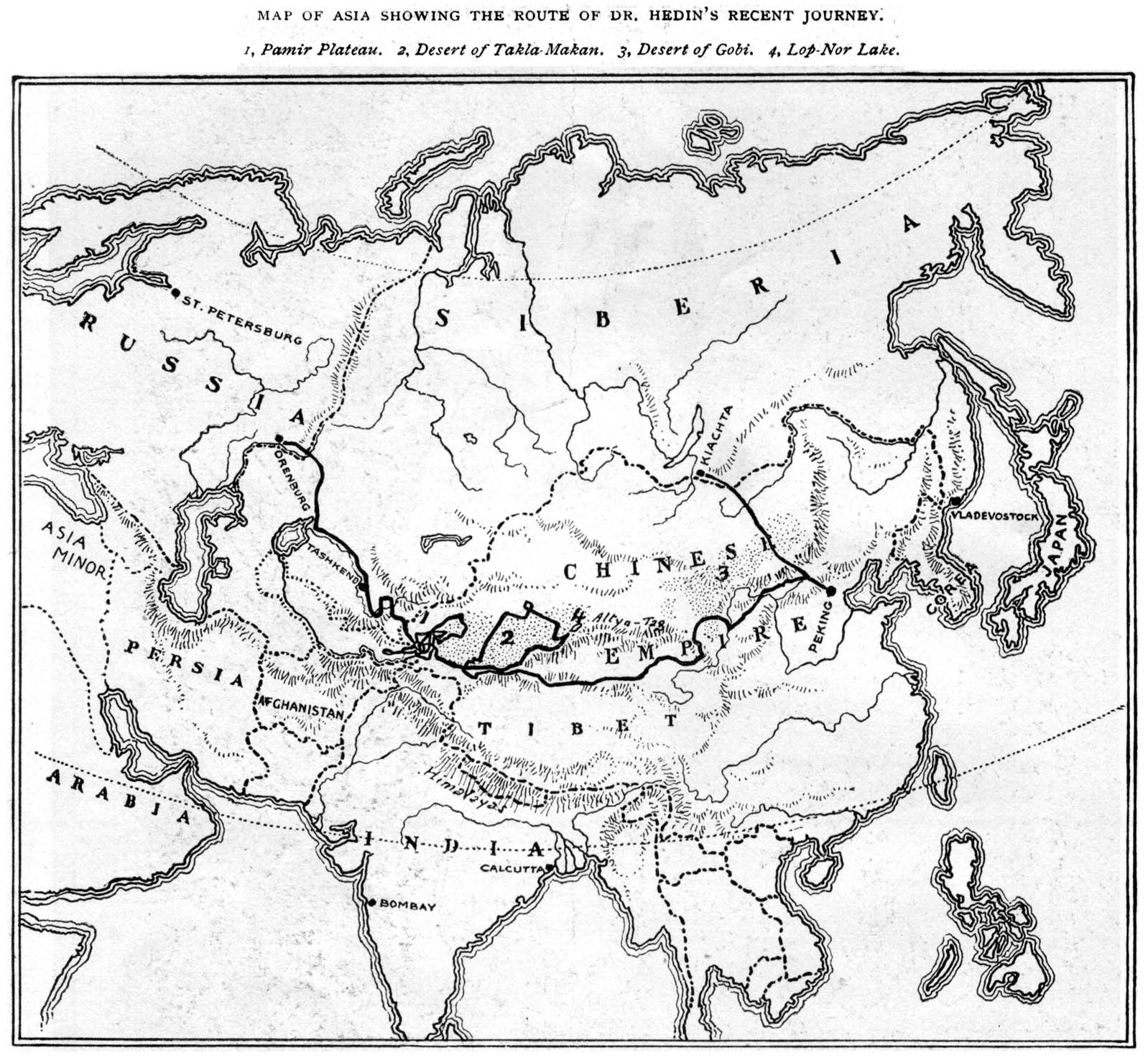
Die Forschungsreisen von Sven Hedin 1893–1897

Zwischen 1893 und 1897 erforschte Hedin das Hochgebirge des Pamir, bereiste in Xinjiang das Tarimbecken mit der Sandwüste Taklamakan, dem See Karakoshun und dem Bosten-See und erforschte schließlich Nord-Tibet. Er legte dabei 26.000 km zurück und kartografierte davon 10.498 km auf 552 Blättern. Etwa 3.500 km führten durch ein vorher unbekanntes Gebiet.
Zu dieser Expedition brach er am 16. Oktober 1893 in Stockholm auf, reiste über Sankt Petersburg und Taschkent zum Pamir. Mehrere Versuche, 1894 den 7.546 Meter hohen Muztagata, den „Vater der Eisberge“, im Pamir-Gebirge zu besteigen, schlugen fehl. Er blieb bis zum April 1895 in Kaschgar und brach dann am 10. April mit vier einheimischen Begleitern vom Dorf Merket auf, um die Wüste Taklamakan über Tusluk bis zum Fluss Khotan-darja zu durchqueren. Da der Trinkwasservorrat nicht ausreichte, verdursteten sieben Kamele sowie (nach Sven Hedins dramatisierter und wahrscheinlich unhistorischer Darstellung) zwei seiner Begleiter. Einen Großteil seiner Ausrüstung musste Hedin in der Wüste zurücklassen. Bruno Baumann bereiste im April 2000 diese Route mit einer Kamelkarawane und recherchierte, dass wenigstens einer der beiden nach Hedins Beschreibung verdursteten Begleiter die Expedition überlebt hatte: der ortskundige Führer Kasim Akhum, dem Hedin selbst in seinem Werk schwere Vorwürfe machte. Baumann erfuhr zudem selbst, dass es einer Kamelkarawane im Frühjahr auf dieser Route nicht möglich ist, ausreichend Trinkwasser für Kamele und Reisende mitzunehmen.

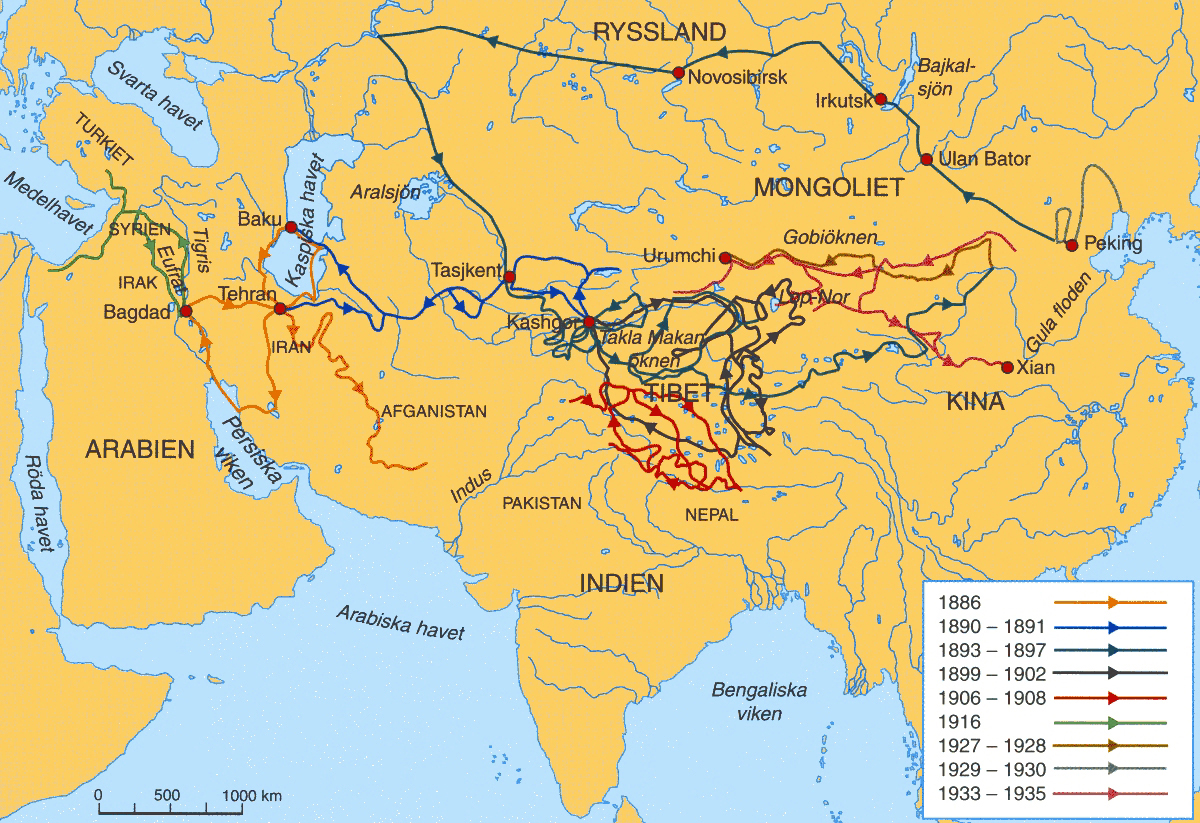
Die Forschungsreisen von Hedin 1886–1935. Die Reiserouten der Mitarbeiter Hedins während der Chinesisch-Schwedischen Expedition 1927–1935 sind nicht dargestellt.

Nach anderen Quellen verhielt es sich so, dass Hedin bei Expeditionsbeginn versäumte, die Trinkwasservorräte seiner Karawane vollständig aufzufüllen und nur mit der Hälfte der möglichen Wassermenge in die Wüste aufbrach. Als er den Fehler bemerkte, war es für die Rückkehr zu spät. Hedin soll – besessen von seinem Forschungsdrang – die Karawane im Stich gelassen haben und allein mit seinem Diener zu Pferde weitergezogen sein. Als auch der Begleiter wegen Wassermangels zusammenbrach, ließ Hedin auch ihn zurück und erreichte mit letzter Kraft eine Wasserstelle. Von dort kehrte Hedin mit Wasser zu seinem Diener zurück und rettete ihn. Dennoch trug ihm sein rücksichtsloses Verhalten massive Kritik ein.
Nach einem Zwischenaufenthalt in Kaschgar suchte Hedin im Januar 1896 die 1500 Jahre alten Ruinenstädte Dandan Oilik (= Dandan Öiliq) und Kara Dung auf, die nordöstlich von Hotan in der Wüste Taklamakan liegen. Anfang März entdeckte er den Bosten-See (= Bagrasch-köl = Bagrax-hu), einen der größten Binnenseen Zentralasiens. Er berichtete, dass der Bosten-See von einem einzigen starken Zufluss, dem Hädik-gol (= Chaidu-gol (= Kaidu-he)), gespeist wird. Er kartografierte den See Karakoshun und kehrte am 27. Mai nach Khotan zurück. Am 29. Juni brach er von dort mit seiner Karawane auf zur Durchquerung von Nord-Tibet und China bis hin nach Peking, wo er am 2. März 1897 eintraf. Über die Mongolei und Russland kehrte er nach Stockholm zurück.

### Zweite Expedition

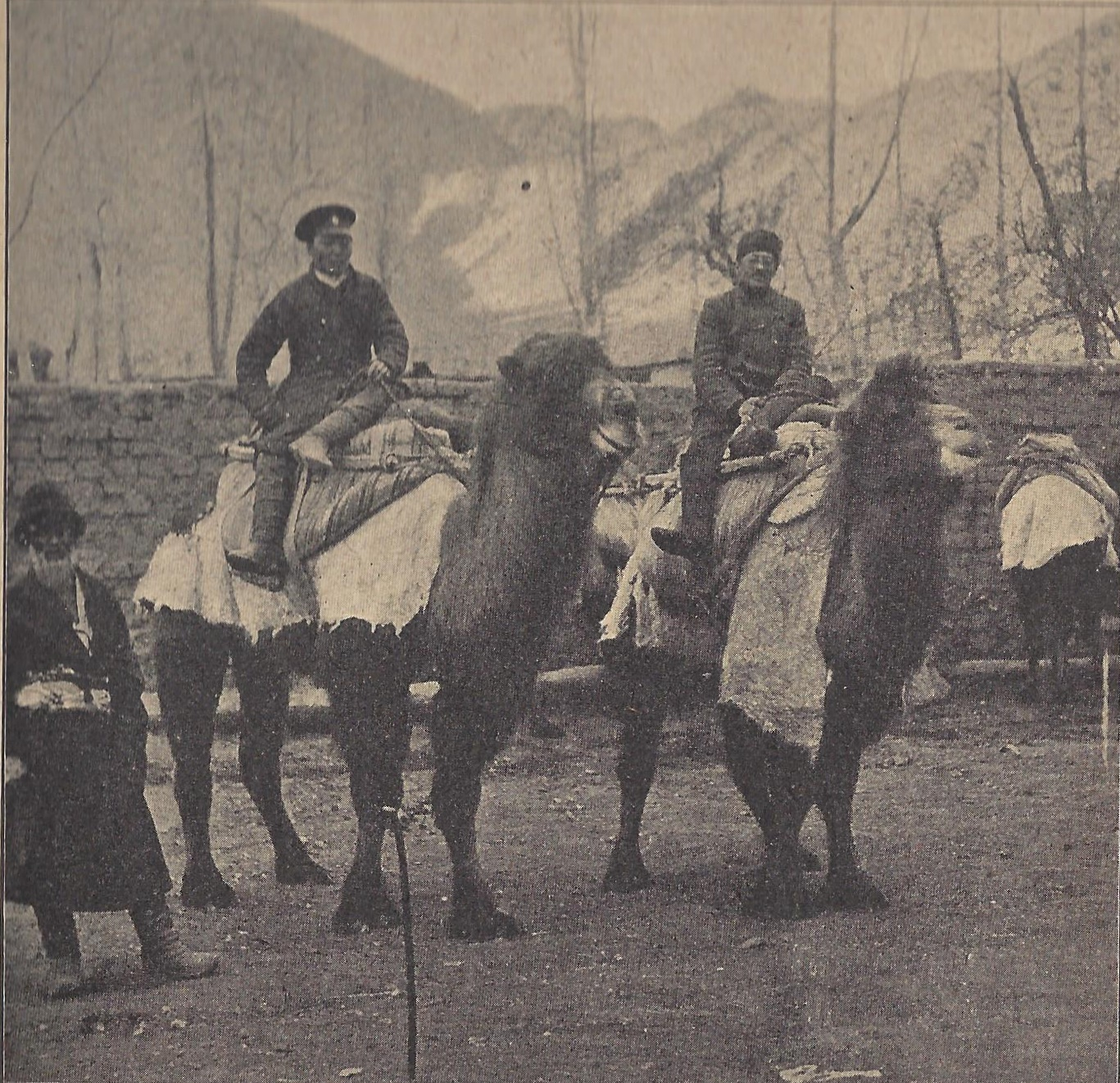
Sven Hedin (rechts) in Zentralasien

1899 bis 1902 folgte in Zentralasien eine erneute Expedition durch das Tarimbecken, durch Tibet und Kaschmir nach Kalkutta. Dabei befuhr Hedin die Flüsse Jarkent-darja, Tarim und Kontsche-darja und fand das trockene Flussbett des Kum-darja und das ausgetrocknete Seebecken des Lop Nor. In der Nähe des Lop Nor entdeckte er die Ruinen der 340 × 310 m großen, von einer Mauer umgebenen ehemaligen Königsstadt und späteren chinesischen Garnisonsstadt Loulan mit dem Ziegelgebäude des chinesischen Militärkommandanten, einem Stupa und 19 aus Pappelholz gebauten Wohnhäusern. Außerdem fand er ein Holzrad, das von einem pferdegezogenen Karren (Arabas genannt) stammte, sowie einige hundert Schriftdokumente aus Holz, Papier und Seide in der Kharoshthi-Schrift. Sie gaben Aufschluss über die Geschichte der Stadt Loulan, die am See Lop Nor gelegen hatte und von den Bewohnern um 330 verlassen wurde, weil der See austrocknete und damit das Trinkwasser fehlte.
Bei seinen Reisen 1900 und 1901 nach Tibet versuchte Hedin vergeblich, in die für Europäer verbotene Stadt Lhasa zu kommen. Über Leh im heutigen Ladakh und über Kaschmir kam er nach Indien und reiste dort über Lahore, Delhi, Agra, Lucknow und Benares nach Kalkutta, um George Nathaniel Curzon, den englischen Vizekönig von Indien, zu besuchen. Bei dieser Expedition entstanden 1149 Kartenblätter, auf denen Hedin neu entdecktes Land darstellte. Er beschrieb 1903 als erster die sogenannten Yardangs in der Wüste Lop Nor.

### Dritte Expedition

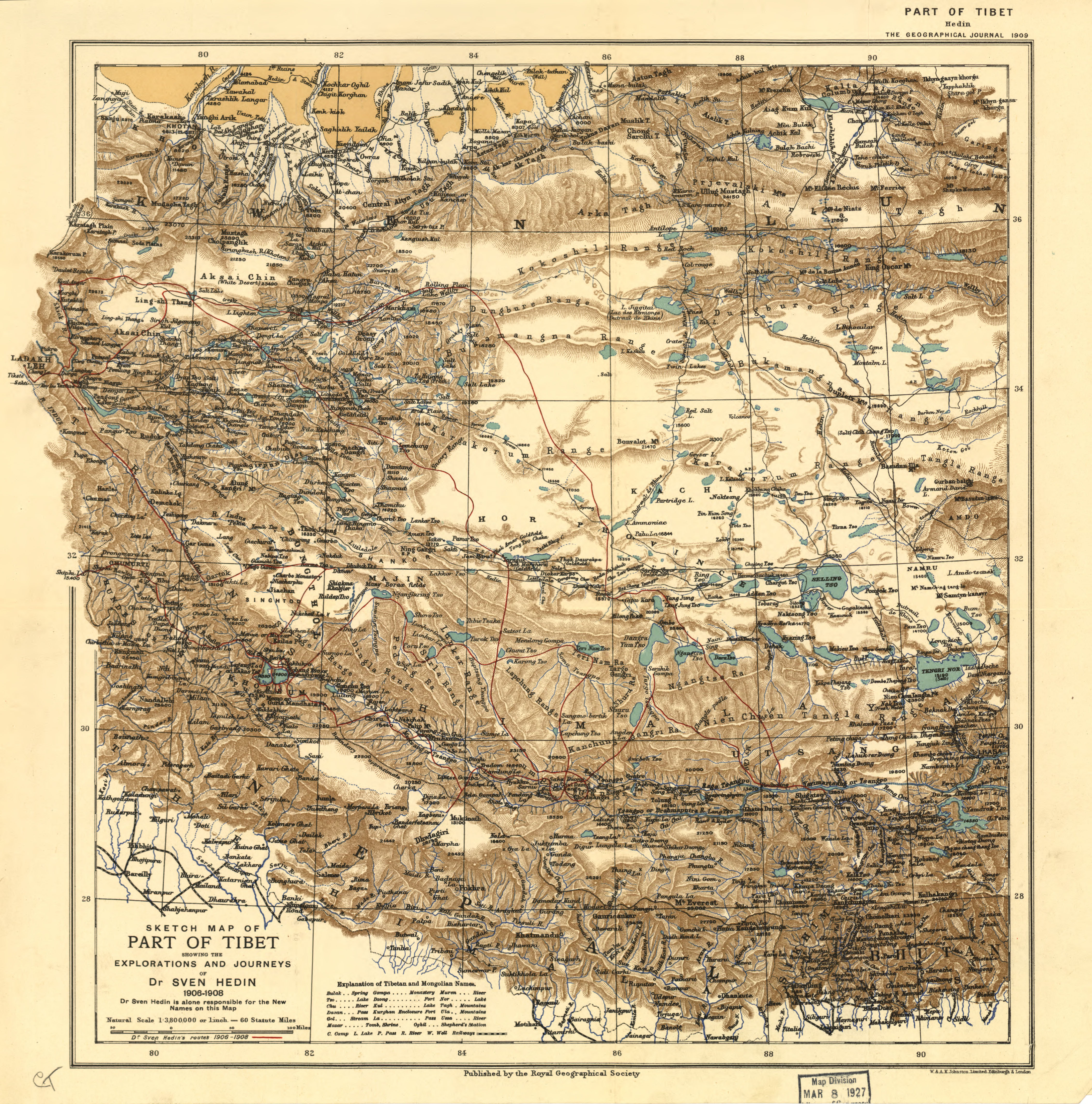
Karte zu Sven Hedins Reise in den Jahren 1906 bis 1908

1905–1908 erforschte er die Wüsten Persiens, das westliche Hochland Tibets und den Transhimalaya, der danach vorübergehend Hedin-Gebirge genannt wurde. Er besuchte den 9. Panchen Lama in der Klosterstadt Taschi Lhumpo (= Taschilunpo oder Zhaxilhünbo) in Samzhubzê. Hedin war der erste Europäer, der in die Kailash-Region gelangte, zum heiligen See Manasarovar und zum heiligen Berg Kailash, dem Mittelpunkt der Welt nach der buddhistischen und hinduistischen Mythologie. Wichtigstes Ziel der Expedition war die Suche nach den Quellen des Indus und des Brahmaputra, die Hedin auch beide fand. Von Indien aus kehrte er mit dem Schiff über Japan nach Stockholm zurück.
Von dieser Expedition brachte er eine Sammlung von Gesteinsproben als geologisches Material mit, die im Magazin der Bayerischen Staatssammlung für Paläontologie und Geologie in der Münchener Universität aufbewahrt und ausgewertet wird. Diese Sedimentgesteine wie Brekzien, Konglomerate, Kalksteine und Tonschiefer sowie vulkanische Gesteine und Granite, dokumentieren die geologische Vielfalt der Gebiete, die Hedin bei dieser Expedition besuchte.

### Hedin und die Monarchien in Schweden und Deutschland
Hedin war monarchistisch geprägt. Ab 1905 nahm er in seiner schwedischen Heimat Stellung gegen die heranwachsende Demokratie. Er warnte vor den Gefahren, die seiner Meinung nach von Russland ausgingen und forderte eine militärische Aufrüstung. August Strindberg war in diesen Fragen einer seiner Widersacher. 1912 engagierte sich Hedin öffentlich für den Schwedischen Panzerkreuzer-Verein. Mit Spenden aus der Bevölkerung konnte daraufhin das Kriegsschiff Sverige gebaut werden.

„Mit dem neuen Schweden war Hedin niemals in Berührung gekommen: die Emigration, der Vormarsch der Arbeiterbewegung und der Gewerkschaften, die zunehmende Industrialisierung und die volkstümliche Erweckungsbewegung waren ihm fremd, für die Forderung nach allgemeinem Stimmrecht und vor allem nach Demokratie in der Reichsregierung hatte er kein Verständnis […] Hedin war durch und durch Royalist, war Antiparlamentarier, Nationalist, Militarist, da er glaubte, nur ein Land, das willens sei, sich bis zum letzten Blutstropfen zu verteidigen, sei seiner Freiheit wert.“

Zum Deutschland des Kaiserreichs, das er während des Studiums kennen gelernt hatte, entwickelte er eine besondere Affinität. Dies zeigte sich in seiner Verehrung des deutschen Kaisers Wilhelm II, den er auch noch in dessen Exil in den Niederlanden besuchte. Hedin fühlte sich zu den führenden Personen seiner Zeit hingezogen und mystifizierte sie, oft ohne deren Handeln zu hinterfragen, weil er davon ausging, dass ihre Integrität durch ihr Amt verbürgt sei. So verhielt er sich auch loyal zu Mao Tse-tung und Adolf Hitler. Zeit seines Lebens behielt er ein romantisiertes Deutschlandbild, in dem Deutschland die Rolle einer Weltmacht hatte, deren Aufgabe es auch war, Schweden und Norwegen vor Übergriffen Russlands zu schützen.
Den Ersten Weltkrieg sah er als „Kampf der Germanen“ (insbesondere gegen Russland) und ergriff in Büchern wie Ein Volk in Waffen. Den deutschen Soldaten gewidmet entsprechend Partei. Als Folge verlor er seine Freunde in Frankreich und England und wurde aus der britischen Royal Geographical Society ausgeschlossen.
Die deutsche Niederlage im Ersten Weltkrieg und der damit verbundene internationale Bedeutungsverlust Deutschlands trafen ihn tief. Dass Schweden 1920, nach dem Scheitern des Kapp-Putsches, Wolfgang Kapp als politischen Flüchtling aufnahm, soll in erster Linie seinem Wirken zuzuschreiben sein.

### Autofahrt durch die Mongolei
1923 kam Hedin über die USA, wo er den Grand Canyon besuchte, und über Japan nach Peking.
Wegen der Unruhen in China musste er auf eine Expedition nach Xinjiang verzichten. Stattdessen reiste er zusammen mit dem landeskundigen Kaufmann Herzog Frans August Larson (genannt Der Herzog der Mongolei) im November und Dezember in einem Dodge-Automobil von Peking durch die Mongolei über Ulan Bator nach Werchneudinsk und von dort in der Transsibirischen Eisenbahn weiter nach Moskau.

### Vierte Expedition
Hedin leitete von 1927 bis 1935 die internationale Chinesisch-Schwedische Expedition, die die meteorologischen, topographischen und prähistorischen Gegebenheiten in der Mongolei, der Gobi und Xinjiang untersuchte.
Hedin sprach von der wandernden Universität, in der die beteiligten Wissenschaftler nahezu selbstständig arbeiteten, während Hedin wie ein Manager vor Ort mit den Behörden verhandelte, Entscheidungen fällte, alles Notwendige organisierte, Geld beschaffte und die zurückgelegten Routen aufzeichnete. Er gab Archäologen, Astronomen, Botanikern, Geographen, Geologen, Meteorologen und Zoologen aus Schweden, Deutschland und China die Möglichkeit, an der Expedition teilzunehmen und Forschung in ihren Spezialgebieten zu betreiben.

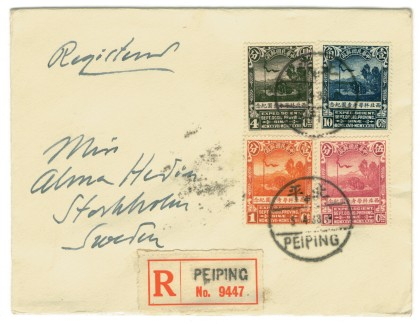
Umschlag eines Briefes von Sven Hedin an seine Schwester Alma mit chinesischen Briefmarken, die aus Anlass der Chinesisch-Schwedischen Expedition herausgegeben wurden

In Nanjing traf er Chiang Kai-shek, der daraufhin zum Förderer der Expedition wurde. Die Chinesisch-Schwedische Expedition wurde mit einer chinesischen Briefmarkenserie (Michel-Katalog Mittel- und Ostasien: China Nr. 246–249) in einer Auflage von 25.000 Exemplaren geehrt. Die vier Briefmarken zeigen Kamele an einem Standlager mit dem Wimpel der Expedition und tragen den chinesischen Schriftzug Postverwaltung des blühenden Reichs der Mitte und in lateinischer Sprache darunter: Wissenschaftliche Expedition in die nordwestliche Provinz Chinas 1927–1933. Als Vorlage für die Briefmarken diente das Gemälde Nomaden in der Wüste im Palastmuseum Peking. Von den 25.000 Sätzen kamen 4.000 Sätze in den Schalterverkauf und 21.000 Sätze in den Besitz der Expedition. Hedin verwendete sie zur Finanzierung der Expedition und verkaufte sie zu einem Preis von 5 Dollar pro Briefmarke.
Der erste Teil der Expedition führte in den Jahren 1927 bis 1932 von Peking über Baotou zur Mongolei, wobei er mit der Europa fuhr und ein Interview für die Deulig-Tonwoche gab, das sich als Filmaufnahme erhalten hat. Er kam auf seiner Expedition in die Wüste Gobi und durch Xinjiang nach Ürümqi und in den nördlichen und östlichen Bereich des Tarimbeckens. Die Expedition brachte eine Fülle wissenschaftlicher Ergebnisse, die bis in die Gegenwart hinein veröffentlicht werden. Für China war beispielsweise die Entdeckung bestimmter Lagerstätten von Erzen, Eisen, Mangan, Öl, Kohle und Gold von großer wirtschaftlicher Bedeutung. In Anerkennung seiner Leistungen überreichte ihm die Gesellschaft für Erdkunde zu Berlin im Mai 1933 die erstmals vergebene Ferdinand-von-Richthofen-Medaille. Dieselbe Ehrung wurde auch Erich von Drygalski für seine Gauß-Expedition in die Antarktis und Alfred Philippson für seine Ägäis-Forschung zuteil.
Von Ende 1933 bis 1934 führte Hedin im Auftrag der Kuomintang-Regierung unter Chiang Kai-shek in Nanjing eine chinesische Expedition durch, um Möglichkeiten für Bewässerungsmaßnahmen zu überprüfen und um Pläne und Karten für den Bau zweier Autostraßen von Peking nach Xinjiang zu erstellen. Nach seinen Plänen wurden später große Bewässerungsanlagen erstellt, Siedlungen errichtet und Autostraßen von Peking bis Kaschgar gebaut, die es erlauben, das Tarimbecken vollständig zu umfahren.
Ein Thema der Geografie Zentralasiens, mit dem Hedin sich jahrzehntelang besonders intensiv auseinandersetzte, war der von ihm so genannte „wandernde See“ Lop Nor. Im Mai 1934 begann er seine Flussexpedition zu diesem See. Er fuhr zwei Monate lang im Boot auf dem Kontsche-darja und dem Kum-Darja bis zum Lop Nor, der seit 1921 mit Wasser gefüllt worden war. Nachdem der See durch Bewässerungsmaßnahmen seit 1971 ausgetrocknet war, ermöglichte die oben erwähnte Verkehrsanbindung der Volksrepublik China, im Lop Nor das chinesische Kernwaffentestgelände Lop Nor zu errichten. Während dieser Expedition wurde er zusammen mit seinen Mitstreitern von Banditen bei Korla in Xinjiang gefangen genommen und nach der Eroberung von Korla von chinesischen Regierungstruppen befreit.
Für die Rückfahrt wählte Hedin die südliche Route der Seidenstraße über Hotan bis Xi’an, wo die Expedition am 7. Februar 1935 ankam. Er reiste weiter nach Peking zum Präsidenten Lin Sen und nach Nanjing zu Chiang Kai-shek. Seinen 70. Geburtstag feierte er am 19. Februar 1935 in Anwesenheit von 250 Mitgliedern der Kuomintang-Regierung, denen er alles Wissenswerte über die Chinesisch-Schwedische Expedition mitteilte. An diesem Tage wurde er von der chinesischen Regierung mit dem brillierenden Jadeorden 2. Klasse ausgezeichnet.
Am Ende der Expedition befand sich Hedin in einer schwierigen finanziellen Lage. Bei der Deutsch-Asiatischen Bank in Peking hatte er beträchtliche Schulden hinterlassen. Er zahlte sie ab mit den Honoraren, die er für seine Bücher und Vorträge bekam. In den Monaten nach seiner Rückkehr hielt er 111 Vorträge in 91 deutschen Städten, außerdem 19 Vorträge in Nachbarländern. Dazu legte er in 5 Monaten eine Strecke von der Länge des Äquators zurück, 23.000 Kilometer mit der Bahn und 17.000 Kilometer mit dem Auto. Vor seinem Vortrag am 14. April 1935 in Berlin traf er Adolf Hitler.

### Hedin und der Nationalsozialismus
Hedin traf wiederholt Adolf Hitler und andere führende Nationalsozialisten, mit denen er auch in regelmäßiger Korrespondenz stand. Inhalt der höflich formulierten Briefwechsel waren in der Regel Terminabsprachen, Geburtstagsglückwünsche, geplante oder fertiggestellte Veröffentlichungen von Hedin sowie dessen Bitten um Begnadigung zum Tode Verurteilter oder um Verschonung, Hafterleichterung, Freilassung und Ausreise von in Gefängnissen oder Konzentrationslagern Internierten. In Briefwechseln mit Joseph Goebbels und Hans Draeger erreichte Hedin Jahr für Jahr den Druck der Herrnhuter Losungen.
Die Nationalsozialisten versuchten, Hedin mit Ehrungen an sich zu binden. Er erhielt den Auftrag, bei den Olympischen Sommerspielen 1936 im Berliner Olympiastadion die Ansprache Sport als Erzieher zu halten, und wurde Ehrenmitglied der Deutsch-Schwedischen Vereinigung Berlin e. V. Im Jahr 1938 erhielt er die Ehrenplakette der Stadt Berlin und wurde anlässlich seines 75. Geburtstages am 19. Februar 1940 mit dem Großkreuz des Deutschen Adlerordens geehrt; kurz zuvor waren Henry Ford und Charles Lindbergh damit ausgezeichnet worden. Zum Jahresende 1942/1943 wurde (auf Hedins Wunsch hin) der Osloer Philologieprofessor und Universitätsrektor Didrik Arup Seip aus dem Konzentrationslager Sachsenhausen entlassen, um Hedins Einverständnis zu weiteren Ehrungen während der 470-Jahr-Feier der Universität München zu erreichen. Am 15. Januar 1943 erhielt Hedin die Goldmedaille der Bayerischen Akademie der Wissenschaften. Am 16. Januar 1943 wurde ihm die Ehrendoktorwürde der Naturwissenschaftlichen Fakultät der Universität München verliehen. Am selben Tag gründeten die Nationalsozialisten in seiner Anwesenheit das Sven-Hedin-Institut für Innerasienforschung mit Sitz im Schloss Mittersill, das angeblich der langfristigen Weiterentwicklung des wissenschaftlichen Erbes der Asienforscher Hedin und Wilhelm Filchner dienen sollte. Es wurde aber stattdessen von Heinrich Himmler als Institut der Forschungsgemeinschaft Deutsches Ahnenerbe e. V. missbraucht.
Hedin setzte sich medienwirksam für den Nationalsozialismus ein, zum Beispiel auf dem 1. Treffen der pro-nazistischen Reichsvereinigung Schweden-Deutschland, deren Mitglied er war, am 28. März 1939 in Stockholm. Er hielt die Hauptrede auf dieser öffentlichen Versammlung. Darin griff er die „Verleumdung der linken schwedischen Presse gegen Hitler“ scharf an und bezeichnete sie als eine „Taktlosigkeit gegenüber einem großen Nachbarn“. Auch nach dem Zusammenbruch des Dritten Reiches bereute er seine Zusammenarbeit mit den Nationalsozialisten nicht: sie habe ihm ermöglicht, zahlreiche Opfer des Nationalsozialismus vor Hinrichtungen oder dem Tod in Vernichtungslagern zu retten.
Seiner Bewunderung für das Dritte Reich und dessen Führer gab Hedin vielfach Ausdruck, so beispielsweise in seinem 1938 erschienenen autobiographischen Buch Fünfzig Jahre Deutschland. In dessen Einleitung schreibt er:

„In Deutschland entrollt die Weltgeschichte heute ihre dramatischen Geschehnisse und gigantischen Veränderungen in ununterbrochener Folge, und die Menschen werden ständig in atemloser Spannung gehalten. Für die Ungerechtigkeit, die in Versailles herrschte, hat die Stunde der Rechenschaft geschlagen. Jetzt werden die künstlichen Grenzen, die eine dauernde Kriegsgefahr bildeten, in ihre natürliche Lage gebracht. Über das grandiose Schauspiel erhebt sich höher als alle anderen die Gestalt Adolf Hitlers, des unbekannten Soldaten.“

Noch in einem 1945 in der liberalen Tageszeitung Dagens Nyheter, der größten Tageszeitung Schwedens, veröffentlichtem Artikel gab Hedin seiner Bewunderung für Hitler Ausdruck. Er schloss mit den Sätzen:

„Heute bewahre ich eine tiefe und unauslöschliche Erinnerung an Adolf Hitler und betrachte ihn als einen der größten Menschen, den die Weltgeschichte besessen hat. Nun ist er tot. Aber sein Werk wird weiterleben. Er verwandelte Deutschland in eine Weltmacht. Jetzt steht dieses Deutschland am Rande eines Abgrunds, da seine Widersacher seine anwachsende Stärke und Macht nicht ertragen konnten. Aber ein Volk von achtzig Millionen, das sechs Jahre lang gegen die ganze Welt mit Ausnahme Japans Stand gehalten hat, kann nie vernichtet werden. Die Erinnerung an den großen Führer wird im deutschen Volk Jahrtausende von Jahren weiterleben.“

#### Hedins Kritik am Nationalsozialismus
„Manches in der Anfangszeit der nationalsozialistischen Herrschaft fand seinen Beifall. Er scheute sich jedoch nicht, Kritik zu üben, wo ihm dies notwendig erschien, so besonders in der Frage der Judenverfolgung, des Kampfes gegen die Kirchen und der Unterbindung der freien Wissenschaft.“

Im Jahr 1937 weigerte sich Hedin, sein Buch Deutschland und der Weltfrieden in Deutschland zu veröffentlichen, weil das Reichsministerium für Volksaufklärung und Propaganda auf der Streichung NS-kritischer Passagen bestand. In seinem Brief vom 16. April 1937 an Staatssekretär Walther Funk übt Hedin in der Zeit vor der Einrichtung von Vernichtungslagern vorsichtige Kritik am Nationalsozialismus:

„Als wir zuerst über meinen Plan, ein Buch zu schreiben, gesprochen haben, erklärte ich, dass ich nur objektiv, wissenschaftlich, eventuell kritisch nach meinem Gewissen schreiben wollte, und Sie fanden dies vollkommen richtig und natürlich. Jetzt habe ich auch in sehr freundlicher und milder Form hervorgehoben, dass die Entfernung der bedeutenden jüdischen Professoren, die der Menschheit große Dienste geleistet hatten, Deutschland schädlich gewesen ist und dass dadurch viele Agitatoren im Ausland gegen Deutschland entstanden sind. Die Haltung, die ich hier eingenommen habe, geschah also nur im Interesse Deutschlands.
Dass ich beängstigt bin, dass die von mir sonst überall gelobte und bewunderte Erziehung der deutschen Jugend zu wenig mit den Fragen der Religion und Ewigkeit in Berührung kommt, geschieht auch aus Liebe und Sympathie für das deutsche Volk, und als Christ empfinde ich es als eine Pflicht, dies offen zu sagen, und zwar in der Überzeugung, dass das Volk Luthers, das durch und durch religiös ist, mich verstehen wird.
Vor meinem Gewissen habe ich bis jetzt niemals kapituliert und werde es auch diesmal nicht tun. Deshalb wird nichts gestrichen.“

Gleichzeitig stellte Hedin in diesem Buch (abgesehen von Auswüchsen) die antijüdischen Maßnahmen (gegen, wie er schrieb, „jüdische Macht und Zerstörungswut“) als nachvollziehbare Schritte im Sinne einer angeblichen notwendigen Selbstverteidigung dar. Juden seien für die Annahme des Versailler Vertrags, der Unglück über Deutschland gebracht habe, wie auch durch ihren Einfluss in Presse oder Kunst, für den Verfall von Kultur und Sitten in Deutschland verantwortlich.
Hedin veröffentlichte das Buch anschließend in Schweden.

#### Einsatz für die Freilassung deportierter Juden und Norweger
Nachdem er sich geweigert hatte, seine Kritik am Nationalsozialismus aus seinem Buch Deutschland und der Weltfrieden zu entfernen, entzogen die Nationalsozialisten Hedins jüdischem Freund Alfred Philippson und seiner Familie 1938 die Reisepässe, um sie an der beantragten Ausreise ins amerikanische Exil zu hindern und als Faustpfand Hedin gegenüber in Deutschland zu behalten. Nun äußerte sich Hedin in seinem Buch Fünfzig Jahre Deutschland wohlwollender gegenüber den Nationalsozialisten, unterwarf sich der Zensur des Reichsministeriums für Volksaufklärung und Propaganda und veröffentlichte das Buch in Deutschland.
Am 8. Juni 1942 deportierten die Nationalsozialisten Alfred Philippson mit seiner Familie in das KZ Theresienstadt und erreichten dadurch, dass Hedin 1942 das Buch Amerika im Kampf der Kontinente gegen sein Gewissen in Kooperation mit dem Reichsministerium für Volksaufklärung und Propaganda und anderen Regierungsstellen schrieb und in Deutschland veröffentlichte. Als Gegenleistung stuften die Nationalsozialisten Alfred Philippson als „A-prominent“ ein und gewährten seiner Familie Hafterleichterungen, sodass diese letztlich überleben konnte.
Hedin stand jahrzehntelang im Briefwechsel mit Alfred Philippson und sandte ihm regelmäßig Lebensmittelpakete in das KZ Theresienstadt. Am 29. Mai 1946 schrieb ihm Philippson (wörtliches Zitat, gekürzt):

„Mein lieber Hedin! Die Eröffnung der Briefpost nach dem Ausland giebt mir die Möglichkeit, Ihnen zu schreiben … Wir denken oft mit herzlicher Dankbarkeit an unseren Lebensretter, dem allein es zuzuschreiben ist, dass wir die schreckliche Zeit dreijähriger Einschließung und Hungers im KZ Theresienstadt lebend überstanden haben, in meinem Alter ein wahres Wunder. Es ist Ihnen bekannt, das wir wenigen Überlebenden schließlich, einige Tage vor dem uns bevorstehenden Gastod, befreit worden sind. Wir, meine Frau, Tochter und ich sind dann am 9/10. Juli 1945 in einem Autobus der Stadt Bonn hierher in unsere fast zur Hälfte zerstörte Heimatstadt zurückgebracht worden …“

Sven Hedin antwortete am 19. Juni 1946 (wörtliches Zitat, gekürzt):

„… Es war zu schön zu erfahren, dass unsere Bemühungen nicht vergebens gewesen waren. In diesen schweren Jahren haben wir über hundert ähnliche gehabt, unglückliche Menschen, die nach Polen geschleppt wurden, zu retten, aber in den aller meisten Fällen ist es uns nicht gelungen. Einigen Norwegern haben wir doch helfen können. Mein Heim in Stockholm wurde zu einer Art Informations- und Hilfsbüro verwandelt und ich hatte dabei vorzügliche Hilfe von Dr. Paul Grassmann, Presseattaché in der Deutschen Gesandtschaft in Stockholm. Auch er hat keine Mühe gespart, um in der humanitären Arbeit tätig zu sein. Aber in fast keinem Fall ist es so glücklich gegangen wie in Ihren, lieber alter Freund! Und wie schön, dass Sie wieder in Bonn sind. …“

Die Namen und Schicksale der über hundert deportierten Juden, für deren Freilassung sich Hedin eingesetzt hat, sind noch nicht erforscht. Die Namen und Schicksale der Norweger sind bekannt: Hedin setzte sich für den norwegischen Dichter Arnulf Øverland und für den Osloer Philologieprofessor und Universitätsdirektor Didrik Arup Seip ein, die sich im Konzentrationslager Sachsenhausen befanden. Er erreichte die Freilassung Seips, aber seine Bemühungen um die Freilassung Øverlands blieben vergeblich; dieser überlebte das Konzentrationslager. Darüber hinaus setzte sich Hedin auch für die Begnadigung einer Gruppe zum Tode verurteilter Norweger ein:
Nachdem der dritte Senat des Reichskriegsgerichts in Berlin die zehn Norweger Sigurd Jakobsen, Gunnar Hellesen, Helge Børseth, Siegmund Brommeland, Peter Andree Hjelmervik, Siegmund Rasmussen, Gunnar Carlsen, Knud Gjerstad, Christian Oftedahl und Frithiof Lund am 24. Februar 1941 wegen angeblicher Spionage zum Tode verurteilt hatte, setzte sich Hedin über den Generaloberst Nikolaus von Falkenhorst bei Adolf Hitler erfolgreich für deren Begnadigung ein. Die Todesstrafe wurde am 17. Juni 1941 von Hitler durch zehn Jahre Zwangsarbeit ersetzt. Die wegen gleicher Anklage zur Zwangsarbeit verurteilten Norweger Carl W. Mueller, Knud Naerum, Peder Fagerland, Ottar Ryan, Tor Gerrard Rydland, Hans Bernhard Risanger und Arne Sørvag erhielten auf Hedins Gesuch hin am 17. Juni 1941 von Hitler reduzierte Strafen. Hans Bernhard Risanger starb im Gefängnis wenige Tage vor seiner Entlassung.
Als Nikolaus von Falkenhorst seinerseits am 2. August 1946 von dem englischen Militärgericht als Verantwortlicher für die Erschießung von Angehörigen britischer Kommando-Unternehmen zum Tode durch Erschießen verurteilt worden war, erreichte Hedin dessen Begnadigung mit dem Hinweis, Nikolaus von Falkenhorst habe sich ebenfalls für die Begnadigung der zehn zum Tode verurteilten Norweger eingesetzt. Am 4. Dezember 1946 wurde die Todesstrafe von dem englischen Militärgericht durch 20 Jahre Haft ersetzt. Nikolaus von Falkenhorst wurde am 13. Juli 1953 vorzeitig aus dem Kriegsverbrechergefängnis Werl freigelassen.
Laut einer Studie der Historikerin Sarah Danielsson hatte Hedin weitaus genauere Kenntnis der Deportationspläne der Nationalsozialisten für Juden als von ihm zugegeben. Er habe diese Pläne auch aktiv unterstützt und Hitlers Außenminister von Ribbentrop einen eigens angefertigten Deportationsplan vorgelegt.

### Letzte Jahre

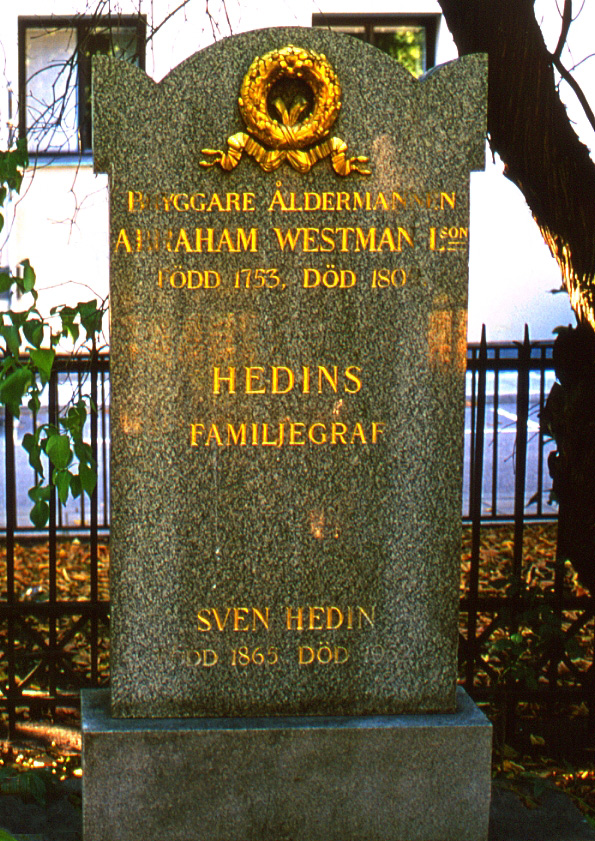
Grabstein auf dem Adolf Fredriks kyrkogård

Seit 1935 lebte Hedin in Stockholm, in vornehmer Wohnlage – einer modernen Hochhausanlage – im Haus Norr Mälarstrand 66. Dort bewohnte er mit seinen Geschwistern die oberen drei Stockwerke; vom Balkon aus hatte er einen weiten Blick über den Strom Riddarfjärden und den See Mälaren bis hin zur Insel Långholmen. Im Eingangsbereich des Treppenhauses finden sich Stuckarbeiten mit einem Landkartenrelief von Hedins Forschungsgebiet Zentralasien und mit einem Relief des Lamatempels, den er in einer Kopie nach Chicago zur Weltausstellung 1933 gebracht hatte.
Am 29. Oktober 1952 vermachte er die Rechte an seinen Büchern und seinen umfangreichen Nachlass in seinem Testament der Königlich Schwedischen Akademie der Wissenschaften; die bald danach gegründete Sven-Hedin-Stiftung (Sven Hedins Stiftelse) besitzt alle Eigentumsrechte.
Am 26. November starb er im Alter von 87 Jahren in seiner Geburtsstadt Stockholm. Die Trauerfeier fand am 1. Dezember statt. Vertreter des schwedischen Königshauses, der schwedischen Regierung, der Schwedischen Akademie und des Diplomatischen Corps nahmen an der Feier teil.
Sven Hedins Grabstein steht auf dem Friedhof Adolf Fredriks Kyrkogård in Stockholm.

## Ehrungen

### Auszeichnungen zu Lebzeiten
1902 wurde Hedin aufgrund seiner Verdienste, als letzter Schwede überhaupt, von König Oskar II. geadelt. Oskar II. schlug ihm vor, dem Namen Hedin eines der beiden in Schweden gebräuchlichen Adelsprädikate af oder von vorauszustellen; aber Hedin verzichtete in dem Briefwechsel mit dem König darauf. Der Verzicht auf das Adelsprädikat war in Schweden bei vielen Adelsfamilien üblich. Das Wappen von Sven Hedin befindet sich zusammen mit den Wappen der etwa zweitausend Adelsgeschlechter an einer Wand des großen Saales im Riddarhuset, dem Versammlungshaus des schwedischen Adels in der Stockholmer Altstadt Gamla Stan.
Hedin wurde 1905 in die Königliche Schwedische Akademie der Wissenschaften aufgenommen sowie 1909 in die Königliche Schwedische Akademie der Kriegswissenschaften, 1910 in die Königliche Physiographische Gesellschaft in Lund und 1922 in die Königliche Gesellschaft der Wissenschaften in Uppsala gewählt. Von 1913 bis 1952 war er auf dem sechsten von 18 Stühlen gewähltes Mitglied der Schwedischen Akademie. Dadurch hatte er Stimmrecht bei der Wahl der Literaturnobelpreisträger.
Er war Ehrenmitglied zahlreicher schwedischer und ausländischer wissenschaftlicher Gesellschaften und Institutionen, die ihn mit etwa 40 Goldmedaillen auszeichneten; 27 dieser Medaillen sind in Stockholm in dem Kungliga Myntkabinettet in einer Vitrine ausgestellt.
Er wurde ausgezeichnet als Dr. phil. h. c. der Universitäten Oxford (1909), Cambridge (1909), Heidelberg (1928), Uppsala (1935), München (1943) und der Handelshochschule Berlin (1931), als Dr. jur. h. c. der Universität Breslau (1915), als Dr. med. h. c. der Universität Rostock (1919), und war außerdem Ehrenbürger der TH Karlsruhe.
Zahlreiche Länder verliehen ihm Orden; unter anderem wurde er am 9. November 1909 von König Eduard VII. zum Knight Commander of the Order of the Indian Empire ernannt. Als Ausländer war er zwar nicht befugt, den damit verbundenen Titel Sir zu führen, doch konnte er seinem Nachnamen die Bezeichnung KCIE nachstellen.

### Postume Ehrungen

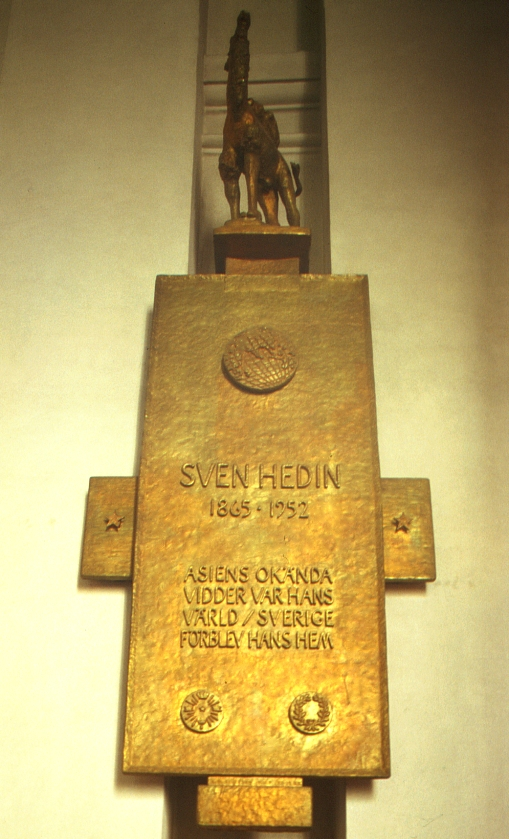
Epitaph für Sven Hedin in der Adolf Fredriks kyrka

In der Adolf-Friedrich-Kirche in Stockholm befindet sich das 1959 errichtete Sven-Hedin-Epitaph von Liss Eriksson. Es zeigt Asien auf dem Globus, und es wird gekrönt von einem Kamel. In schwedischer Sprache trägt es die Inschrift: Asiens unbekannte Weiten waren seine Welt – Schweden blieb sein Zuhause.
Eine Dauerausstellung mit Funden von Hedin gibt es im Etnografiska Museet in Stockholm.
Nach Sven Hedin wurden benannt:
- der Sven-Hedin-Gletscher
- der Sven-Hedin-Firn in Wulff Land,
- der Mondkrater Hedin
- der Asteroid (5837) Hedin
- der Enzian Gentiana hedinii
- die Pflanzengattungen Hedinia Ostenf. und Hediniopsis Botsch. & V.V.Petrovsky aus der Familie der Kreuzblütler (Brassicaceae) sowie die Gattung Svenhedinia Urb. aus der Familie der Magnoliengewächse (Magnoliaceae)[25]
- die Käfer Longitarsus hedini und Coleoptera hedini
- der Schmetterling Fumea hedini Caradja
- die Kräuselspinne Dictyna hedini
- der fossile Hornträger Tsaidamotherium hedini
- der fossile Therapside (ein „säugetierähnliches Reptil“) Lystrosaurus hedini
- Straßen und Plätze in Städten verschiedener Länder, zum Beispiel die Hedinsgatan am Tessinparken in Stockholm

Außerdem benannte die Firma Westfalia ein Wohnmobil nach ihm.

### Hedins Dokumentationen und ihre Bewertung

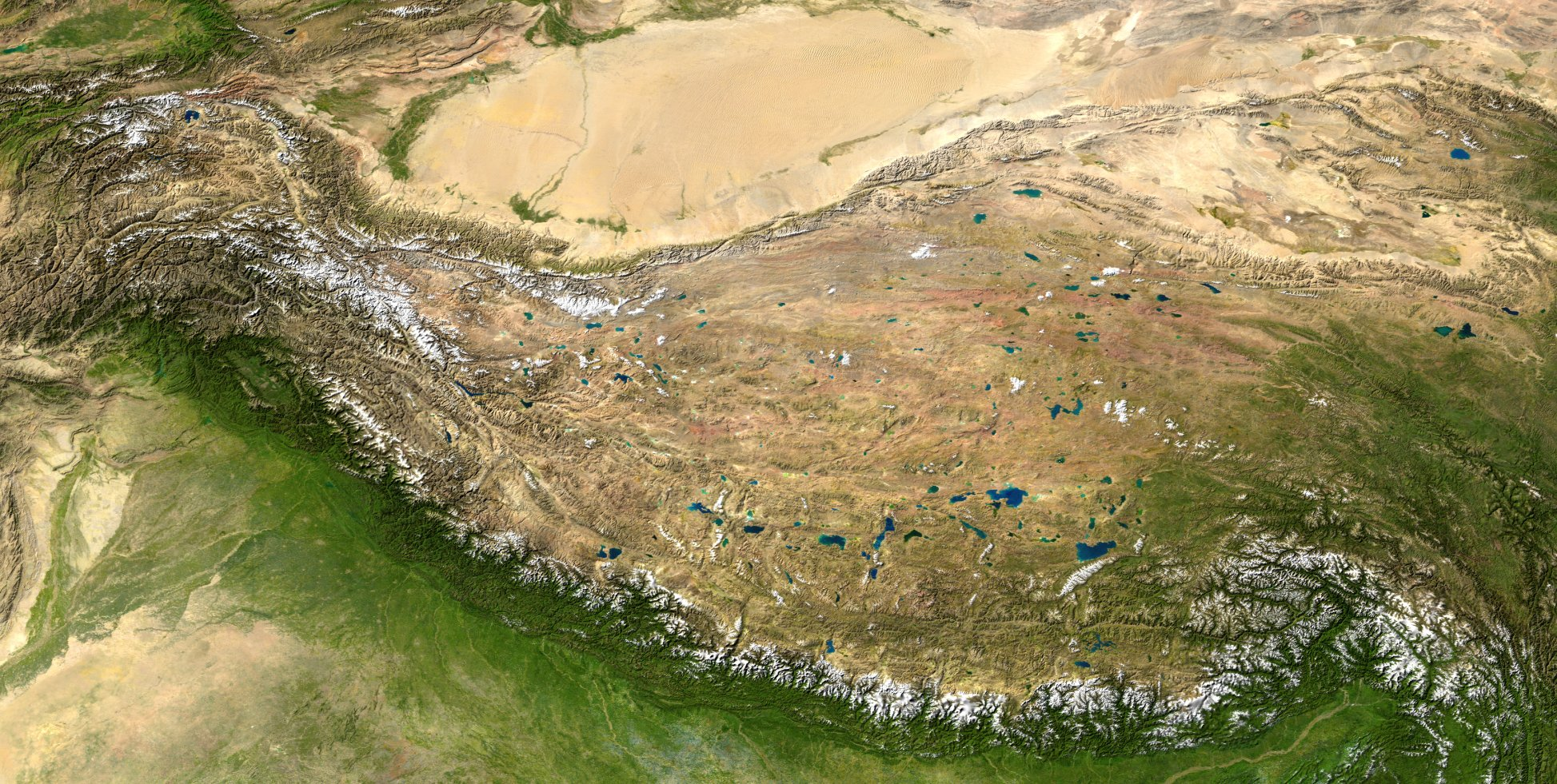
Hier sieht man das gesamte Gebiet von Zentralasien, das Sven Hedin durch seine Expeditionen für die Kartografie und die Forschung erschlossen hat: unten den Himalaya und den Transhimalaya, darüber die Hochebene von Tibet, oben den Pamir, daneben das Tarimbecken mit der Taklamakan-Wüste.

## Publikationen

Transhimalaja, Band 1

## Sven-Hedin-Forschung